# تپه چهارمله
تپه چهارمله در شهرستان هرسین، بخش بیستون، دهستان چشمه کبود، ۱/۵ کیلومتری شرق روستای بالندر سفلی واقع شده و این اثر در تاریخ ۲۶ اسفند ۱۳۸۷ با شمارهٔ ثبت ۲۵۴۸۸ به‌عنوان یکی از آثار ملی ایران به ثبت رسیده است.